# Burchard Detlef Carl Friedrich von Oldershausen
Burchard Detlef Carl Friedrich von Oldershausen (geboren 27. Januar 1770 in Burgdorf bei Hannover; gestorben 11. Dezember 1824 in Oldenstadt) war ein deutscher Jurist, Drost und Oberhauptmann.

## Leben
Von Oldershausen war Abkömmling des niedersächsischen Adelsgeschlechtes von Oldershausen.
Zur Zeit des Kurfürstentums Braunschweig-Lüneburg studierte er 1787 an der Georg-August-Universität in Göttingen, bevor er Ende des 18. Jahrhunderts als Drost tätig wurde; zunächst 1799 in Katlenburg bei Northeim, ab 1800 in Osterode am Harz, 1801 dann in Siedenburg bei Sulingen und während der sogenannten „Franzosenzeit“ ab 1812 dann in Oldenstadt.
Nach der Erhebung des vormaligen Kurhannovers zum Königreich Hannover wirkte von Oldershausen ab 1821 als Oberhauptmann in Oldenstadt, wo er Ende 1824 im Alter von 54 Jahren starb.